# Jelecki Uniwersytet Państwowy im. I.A. Bunina
Jelecki Uniwersytet Państwowy im. I.A. Bunina (ros. Елецкий государственный университет имени И. А. Бунина, Федеральное государственное бюджетное образовательное учреждение высшего образования «Елецкий государственный университет им. И.А. Бунина», ЕГУ) – rosyjski państwowy uniwersytet założony w 1939 w Jelcu.

## Historia
Uniwersytet został utworzony w 1939. Patronem jest rosyjski poeta i nowelista, laureat nagrody Nobla Iwan Bunin.

## Władze

### Rektorzy
- rektor Jewgienija Gierasimowa[1]